# Ламантины
Ламанти́ны (лат. Trichechus) — род больших водных млекопитающих монотипного семейства Trichechidae из отряда сирен. Эти травоядные животные обитают на мелководье и питаются водной растительностью.

## Описание
Ламантины отличаются от представителей семейства дюгоневых (Dugongidae) формой черепа и хвоста: хвост ламантина имеет форму весла, в то время как хвост дюгоня — форму вилки. На ластах есть плоские ногтеподобные копытца, напоминающие слоновьи. Одной из уникальных черт, объединяющих ламантинов со слонами, является постоянная смена коренных зубов, в целом нехарактерная для млекопитающих. Новые зубы появляются дальше по челюсти и постепенно вытесняют старые и изношенные зубы вперёд. Шейных позвонков у ламантина не семь, как у большинства млекопитающих, а шесть.
Интересный факт во время своего плавания Христофор Колумб встретил ранее невиданных животных ламантинов. Он принял их за русалок и описал в дневнике своё разочарование тем, что русалки оказались столь уродливыми.«Наблюдал трёх морских дев, однако они были не так красивы, какими их рисуют».
Это описание было сделано 9 января 1493 года, когда мореплаватель находился у берегов современной Доминиканской Республики. 
Ламантины имеют массу от 400 до 550 килограммов и среднюю длину от 2,8 до 3,0 м с максимумами 4,6 метра и 1775 кг (самки, как правило, больше и тяжелее). При рождении детёныши ламантина имеют среднюю массу 30 кг.
Ламантины, в частности, населяют мелкие, болотистые прибрежные области Северной, Центральной, и Южной Америки, а также области Карибского моря.
Существует три-четыре современных вида ламантинов:
- Амазонский ламантин (Trichechus inunguis)
- Американский ламантин (Trichechus manatus)
- Африканский ламантин (Trichechus senegalensis)
- Карликовый ламантин (Trichechus pygmaeus) — спорный вид.

Африканские ламантины живут близ берегов и в реках экваториальной Африки (на западном побережье), амазонских ламантинов можно встретить на восточном побережье Южной Америки (в реках Амазонка, Ориноко и их притоках), американские ламантины обитают в Вест-Индии (побережье Карибского моря от Флориды до Бразилии). Некоторые выделяют флоридского ламантина в отдельный вид, но ITIS рассматривает его как подвид американского ламантина. Флоридские ламантины достигают 4,5 и более метров в длину; обитают как в пресной, так и в солёной воде. На ламантинов охотились из-за их жира и мяса; сейчас охота на них запрещена.
Американский ламантин — вымирающий вид. Хотя ему и не страшны никакие естественные хищники, экспансия человека уменьшила его естественную среду обитания в прибрежных областях. Многим ламантинам наносятся повреждения винтами моторных лодок. Ламантины заглатывают рыбацкие снасти, и леска, попав в пищеварительную систему животного, сбивается в клубок и начинает медленно убивать его.
Ламантинов часто привлекают теплоэлектростанции, спускающие тёплую воду. Привыкнув к этому постоянному источнику неестественного тепла, ламантины перестали мигрировать в тёплые воды. В последнее время электростанции начали закрываться, и Служба охраны рыболовства и диких животных США пытается найти способ нагревать воду для ламантинов.

## Размножение
У самки рождается один детёныш, они держатся вместе около двух лет. Мать долго кормит малыша молоком, хотя уже через три недели он может есть водоросли.